# Кенні Бейсмор
Кенні Бейсмор (англ. Kenny Baysmore, нар. 1 червня 1961, Вашингтон, Колумбія, США) — американський професійний боксер.

## Боксерська кар'єра
1979 року Кенні Бейсмор став переможцем національного турніру Золоті рукавички. 1981 року перейшов до професійного боксу і протягом 1981—1983 років провів 12 боїв, завершивши всі нокаутом. Завдяки такому результату за підсумками 1983 року журнал Ринг визнав Кенні Бейсмора першим переможцем у тільки-но утвореній номінації — проспект року.
Бейсмор продовжував перемагати суперників 1984 та 1985 року, завоювавши титул чемпіона Сполучених Штатів за версією USBA, але 12 травня 1985 року зазнав поразки технічним нокаутом уже в третьому раунді в бою проти Роджера Мейвезера.
Через рік Кенні Бейсмор знов завоював титул чемпіона Сполучених Штатів за версією USBA, провів три успішних захиста титулу, але 30 квітня 1987 року програв вдруге технічним нокаутом непереможному Гарольду Найту, після чого ніколи більше не проводив титульних боїв, а його кар'єра остаточно покотилася вниз. Останні вісім боїв в його кар'єрі закінчувалися достроковими поразками.